# 사자림

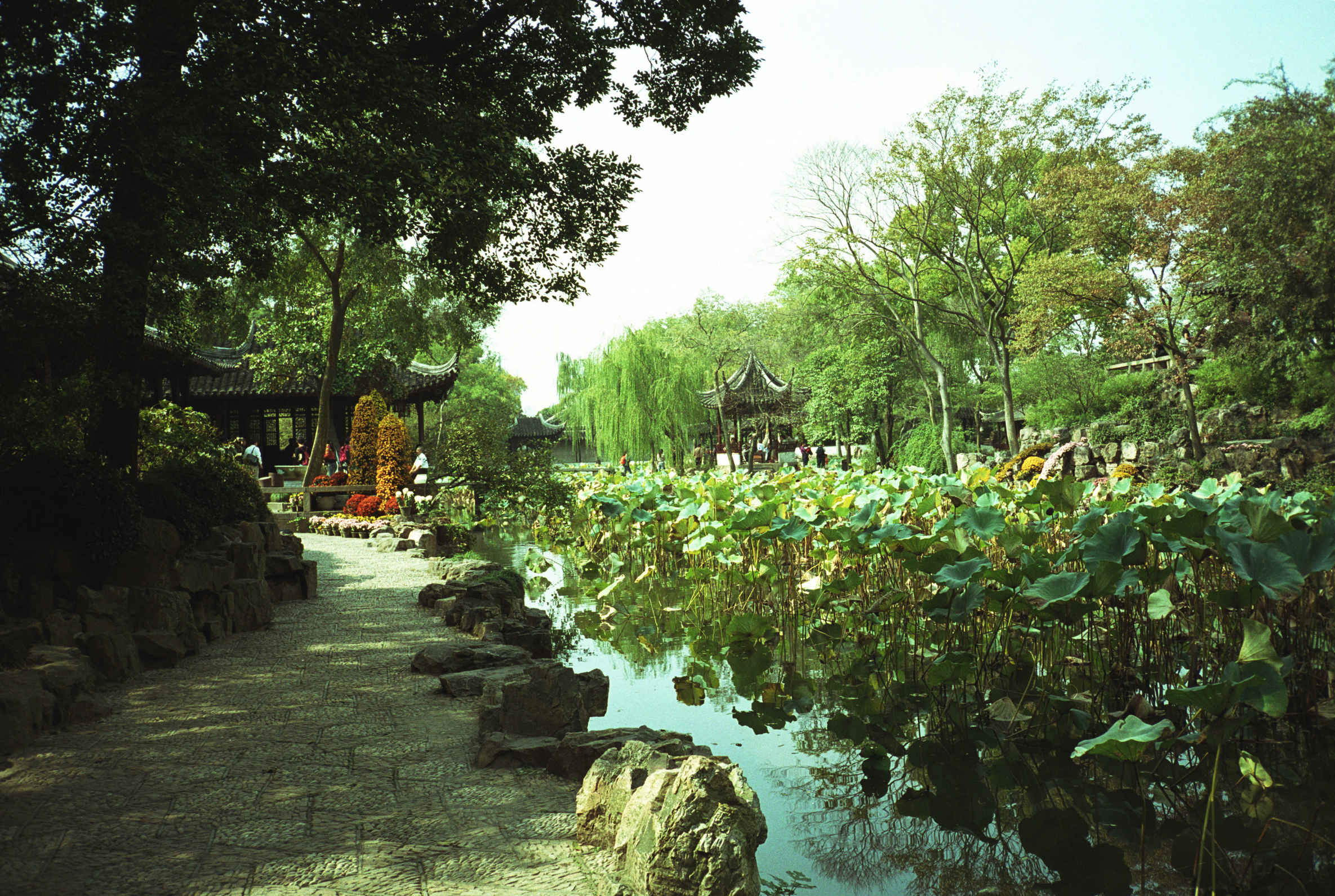
쑤저우의 사자림

사자림(중국어: 狮子林, 영어: Lion Grove Garden)은 졸정원 등과 더불어 장쑤성 쑤저우 시에 있는 중국 강남의 대표적인 정원 중의 하나이다. 총면적 0.88km²이며, 쑤저우의 사대정원 중의 하나이다.

## 역사
원나라 1342년 천여법사의 한무리의 제자들이 선원을 건립하였다. 그 중 정원은 원대의 유명한 화가이자, 조경전문가인 예찬(倪瓚)이 설계를 하였다. 천여법사가 천자산(天目山) 사자암(獅子岩)에서 득도한 스승을 기리기 위해 이름을 사자림이라고 지었다고 하며, 또는 정원의 가산의 대나무가 사자와 닮았다고 하여, 사자림이라고 불렀다는 이야기도 있다.
건축물로는 입설당(立雪堂), 와운실(臥雲室), 지백헌(指柏軒), 문매각(問梅閣), 영호진(冰壺進), 옥감지(玉鑒池), 소비홍(小飛虹) 등의 건물들이 있다. 가산에는 사자봉, 함휘(含晖), 토월(吐月)이 있고, 모두 유명한 가산이다. 정원이 만들어진 후에 당대의 많은 시인, 학자들이 이곳을 방문하였다. 이곳에서 지어진 유명한 시화집에는 사자림기승집(獅子林纪胜集)이 있고, 그림으로는 주덕윤(朱得潤)의 사자림도(獅子林圖)가 유명하다.
천여법사의 사후에 제자들이 거의 흩어져 버리고, 사원은 점점 황폐화되었다. 명나라 만력제 17년 1589년 장안(長安)의 명성화상이 절을 중건하여 다시 빛을 보게 되었다.
청나라 강희제 때 사원은 분리되고, 형주지부의 황흥조가 부친을 위해 구입을 해서, 섭원(涉園)이라고 이름을 바꾸었다. 청나라 건륭제 36년 1771년에는 오송원(五松園)이라 불리었고, 여러 차례 사자림을 놀러왔다. 청나라 말기에는 황씨 집안이 쇠락하여 또 이곳이 황폐해졌다. 1917년에 상하이의 거부 패윤생(貝潤生)이 이곳을 구매하여, 많은 비용을 들여 개축을 하고, 다시 사자림이라고 이름을 고쳤다. 1954년 패윤생의 손자가 이곳을 일반에 공개하였다. 2,000년에 세계 문화유산으로 지정되었다.

## 주요 건축물
- 가산(假山)
  - 수가산(水假山)
  - 한가산(旱假山)

## 볼거리
- 연등당(燕謄堂)
- 소방청(小方廳)
- 구사봉(九獅峰)
- 지백헌(指柏軒)
- 진취정(眞趣亭)
- 암향소영루(暗香疏影樓)
- 호심정(湖心亭)
- 와운실(臥雲室)
- 입설당(立雪堂)

## 중국 소주(蘇州)의 4대정원
- 졸정원
- 유원
- 사자림
- 창랑정

## 같이 보기
- 중국세계유산
- 피서산장